# Hemieoscarta nigripes
Hemieoscarta nigripes är en insektsart som beskrevs av Victor Lallemand 1949. Hemieoscarta nigripes ingår i släktet Hemieoscarta och familjen spottstritar. Inga underarter finns listade i Catalogue of Life.